# 초신성잔해 G1.9+0.3
G1.9+0.3은 초신성 잔해이다.

## 반지름
잔해의 반지름은 약 1.3 광년이다.